# Feuilleea thozetiana
Feuilleea thozetiana là một loài thực vật có hoa trong họ Cucurbitaceae. Loài này được (F. Muell. ex Benth.) Kuntze mô tả khoa học đầu tiên năm 1891.